# Імператорський технічний коледж
Імператорський технічний коледж (яп. 工部大学校, Ко будайгакко ,англ. Imperial College of Engineering) — колишній вищий технічний навчальний заклад в Японії. Розташовувалося в Токіо. Відкрито у 1873, його метою було навчання японських студентів «західних» технічних та природничих наук. Першим головою коледжу став шотландський інженер Хенрі Дайєр (англ. Henry Dyer).
Серед викладачів коледжу були Джосайя Кондер (архітектор), Едвард Дайверс (хімік) та Вільям Едвард Айртон (фізик, електротехнік).
У 1886 увійшов до складу Токійського університету.

## Навчальна програма
Даєр склав перший навчальний план коледжу. Відповідно до нього, програма навчання ділилася на три курси, кожен з яких тривав два роки. Перший курс називався «загальним» (General), другий — технічним (Technical), третій — практичним (Practice).
У коледжі було сім департаментів: гірнича справа, металургія, телеграфія, механіка, хімія, будівництво, архітектура. Пізніше програма зазнала деяких змін.
Викладання велося англійською. Студенти також були зобов'язані писати англійською конспекти та дипломні роботи. Деякі з них можна побачити у Національному музеї природи та науки (нова будівля 2F, другий поверх).

## Видатні випускники
- Токума Катаяма — архітектор.